# Giambattista Miliani
Giambattista Miliani (Fabriano, 28 giugno 1856 – Fabriano, 14 aprile 1937) è stato un politico italiano, fu ministro dell'agricoltura del Regno d'Italia nel governo Orlando dal 30 ottobre 1917 al 17 gennaio 1919, membro della Camera dei Deputati per sei legislature e a più riprese sindaco di Fabriano.